# 大高森

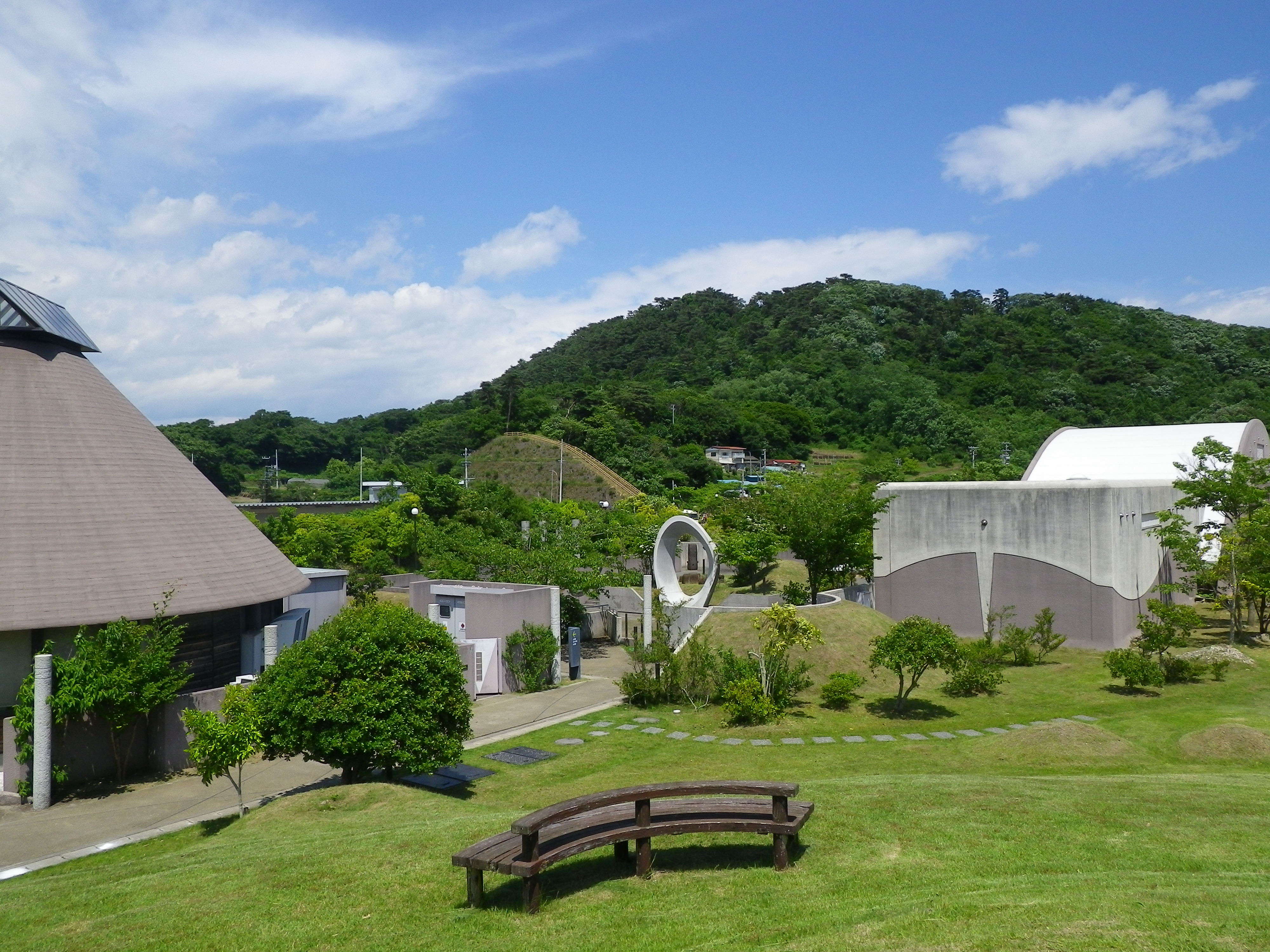
奥松島縄文村歴史資料館から見た大高森。

大高森（おおたかもり）は、宮城県東松島市の宮戸島にある山である。標高106メートル（二等三角点「大高森」：標高105.22メートル、北緯38度20分26.2512秒 東経141度09分08.8728秒）。宮戸島の最高峰であり、古くから日本三景・松島を眺望する地として知られる。山頂付近からは四方を展望することが出来る。その眺望は「壮観」として松島四大観の1つに数えられる。

## 眺望
大高森展望台から西側には、手前側から寒風沢島、野々島、桂島などの浦戸諸島の島々が広がり、松島湾を挟んでその奥に松島丘陵、さらに向こうに塩竈市や仙台市などが見える。また、天気が良ければ蔵王連峰まで一望出来る。一方の東側には石巻湾越しに牡鹿半島が望め、その向こうに金華山山頂も遠望できる。
南側にはメカル崎、中ノ島、木ノ島、嵯峨渓が、北東には野蒜海岸が広がる。西から北西方向には、天気が良ければ船形山や栗駒山が望める。

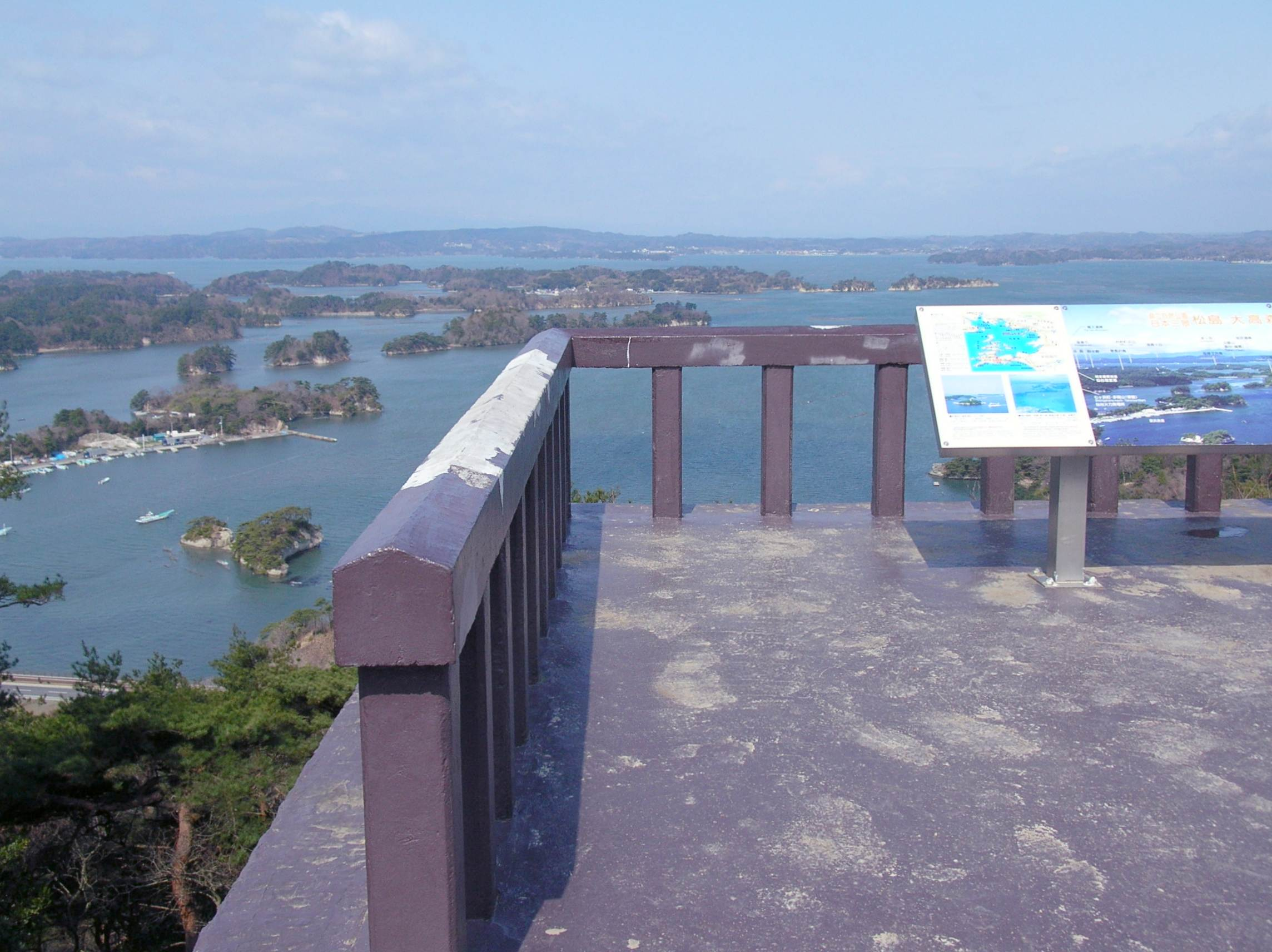
大高森展望台および西側の眺望
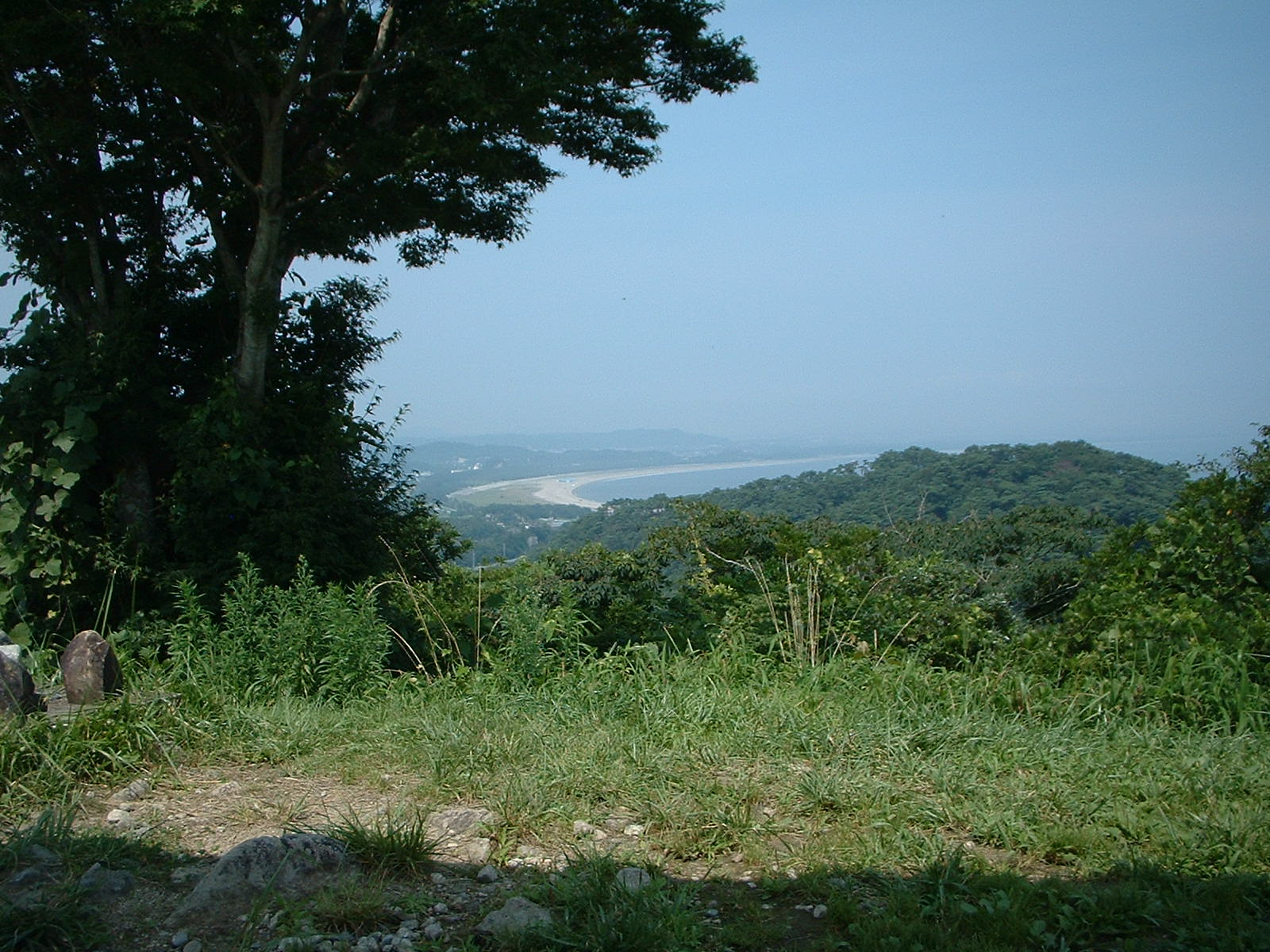
山頂付近から北東に野蒜海岸を望む
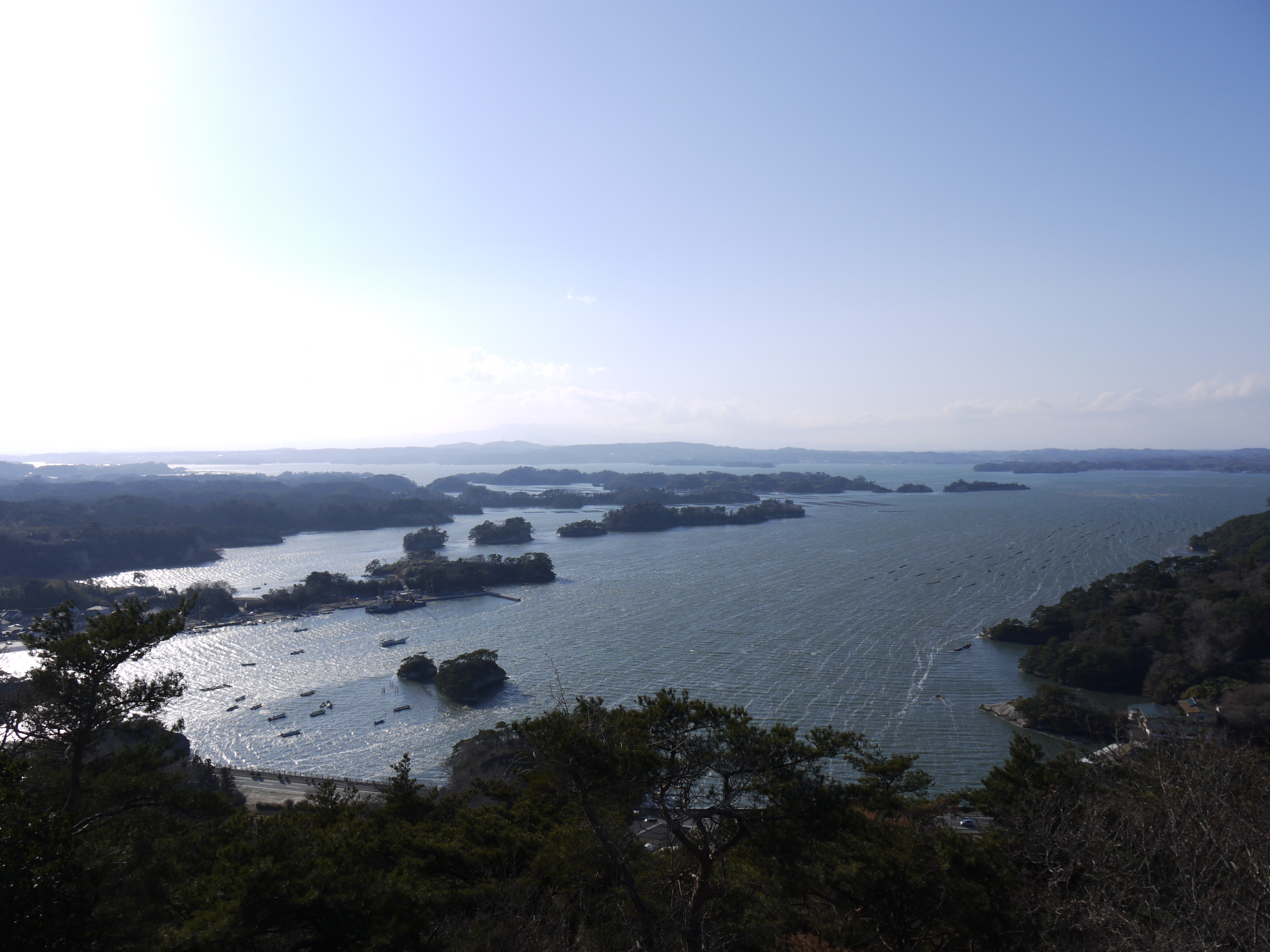
松島湾を望む（2013年3月）
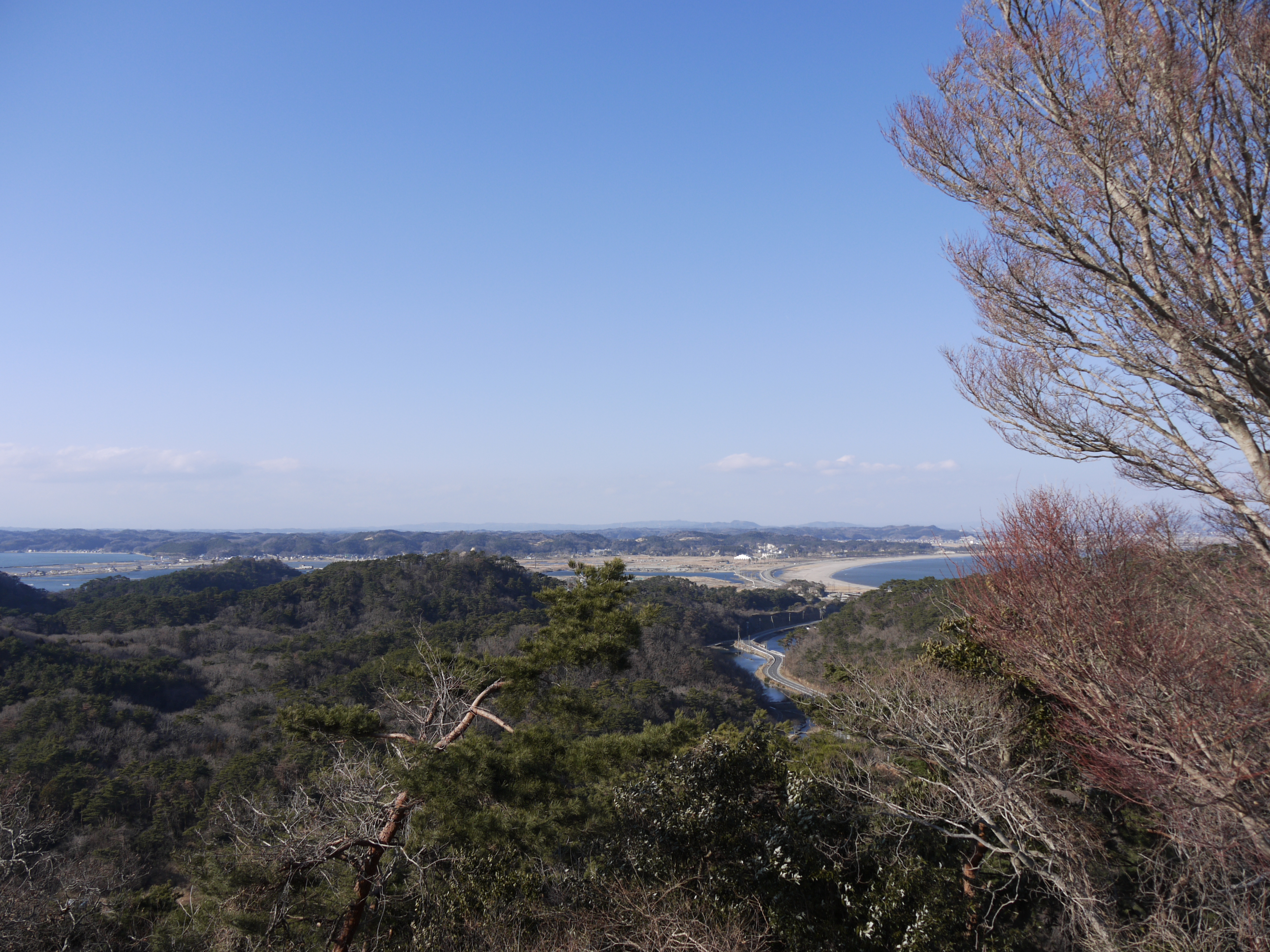
石巻湾を望む（2013年3月）
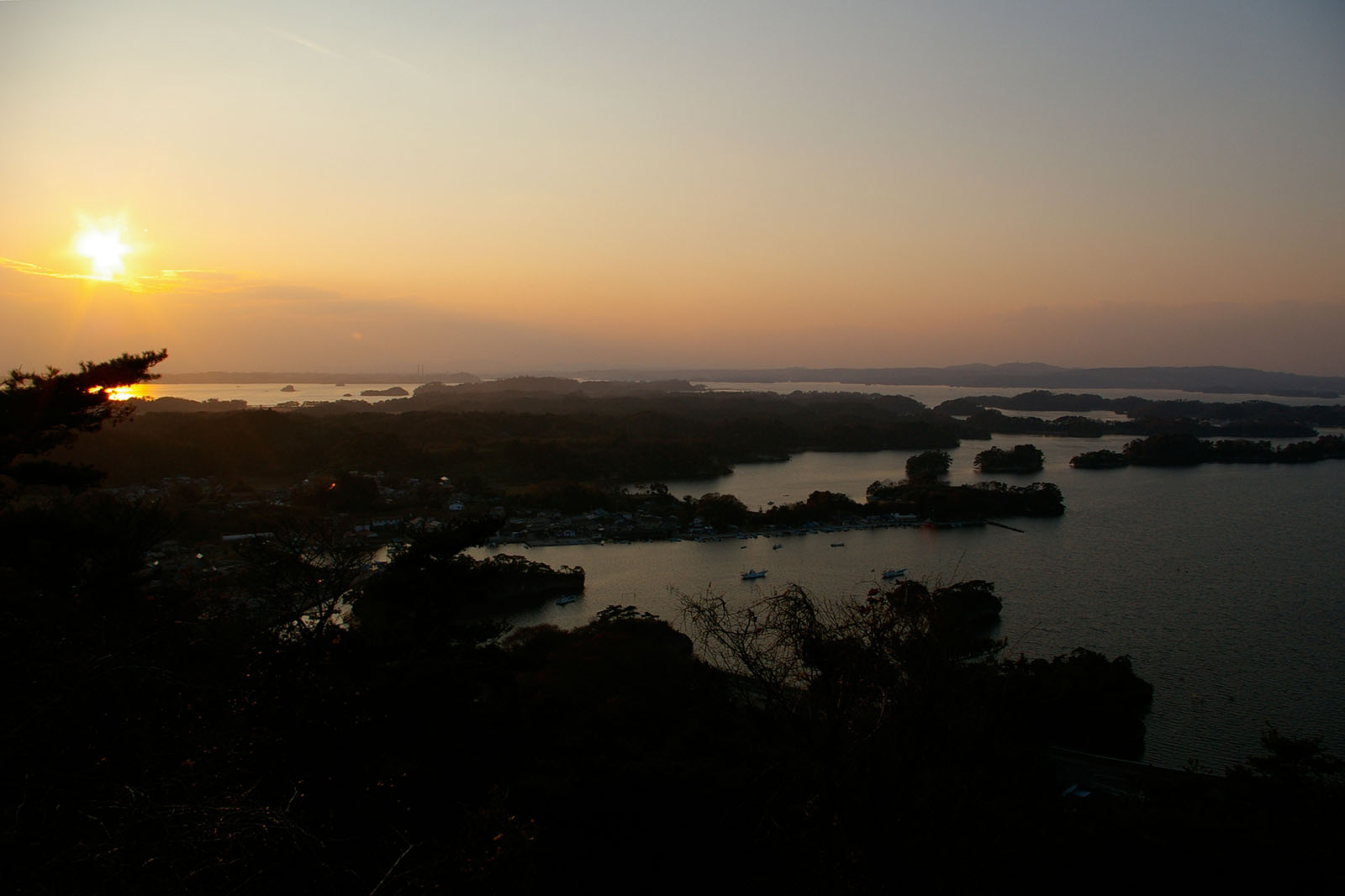
大高森展望台から見た西側の夕景（2007年12月）

## 記念碑
- 大森山御登頂碑（表登山口）
- 土井晩翠歌碑（山頂）

## 登山コース
表登山口および西登山口は、宮城県道27号奥松島松島公園線（奥松島パークライン）沿いにある登山口で、登山口が分かりやすく、また、山頂までの道程が短いため観光客がよく用いる。最近整備が進んだ東登山口は途中まで道幅1.5メートル以上3メートル未満の軽車道のため大高森の中腹まで自転車などで登ることも可能。表登山口および東登山口から山頂に至るコースは「奥松島探訪のみち」の一部として整備されており、東登山口は奥松島パークラインから室浜側に抜ける最近舗装された道路沿いの途中にある。
- 表登山口[4]（北側登口[4]）から15分 (700m) … 北緯38度20分33.1秒 東経141度9分0.5秒
- 西登山口[4]（西側登口[4]）から20分 … 北緯38度20分18.7秒 東経141度8分54.8秒
- 東登山口[4]（東側登口[4]）から700m … 北緯38度20分18.131秒 東経141度9分27.205秒

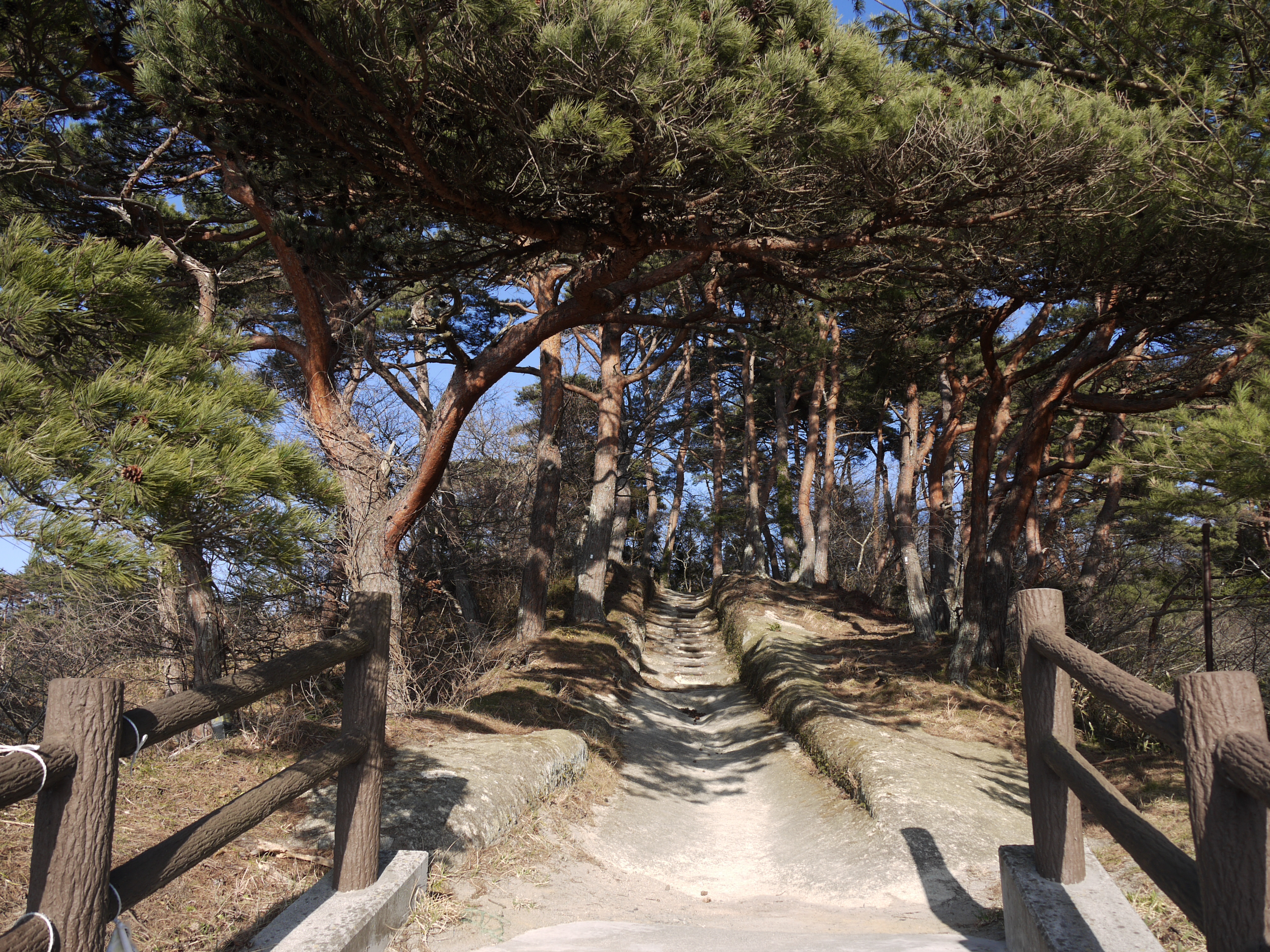
登山道（2013年3月）
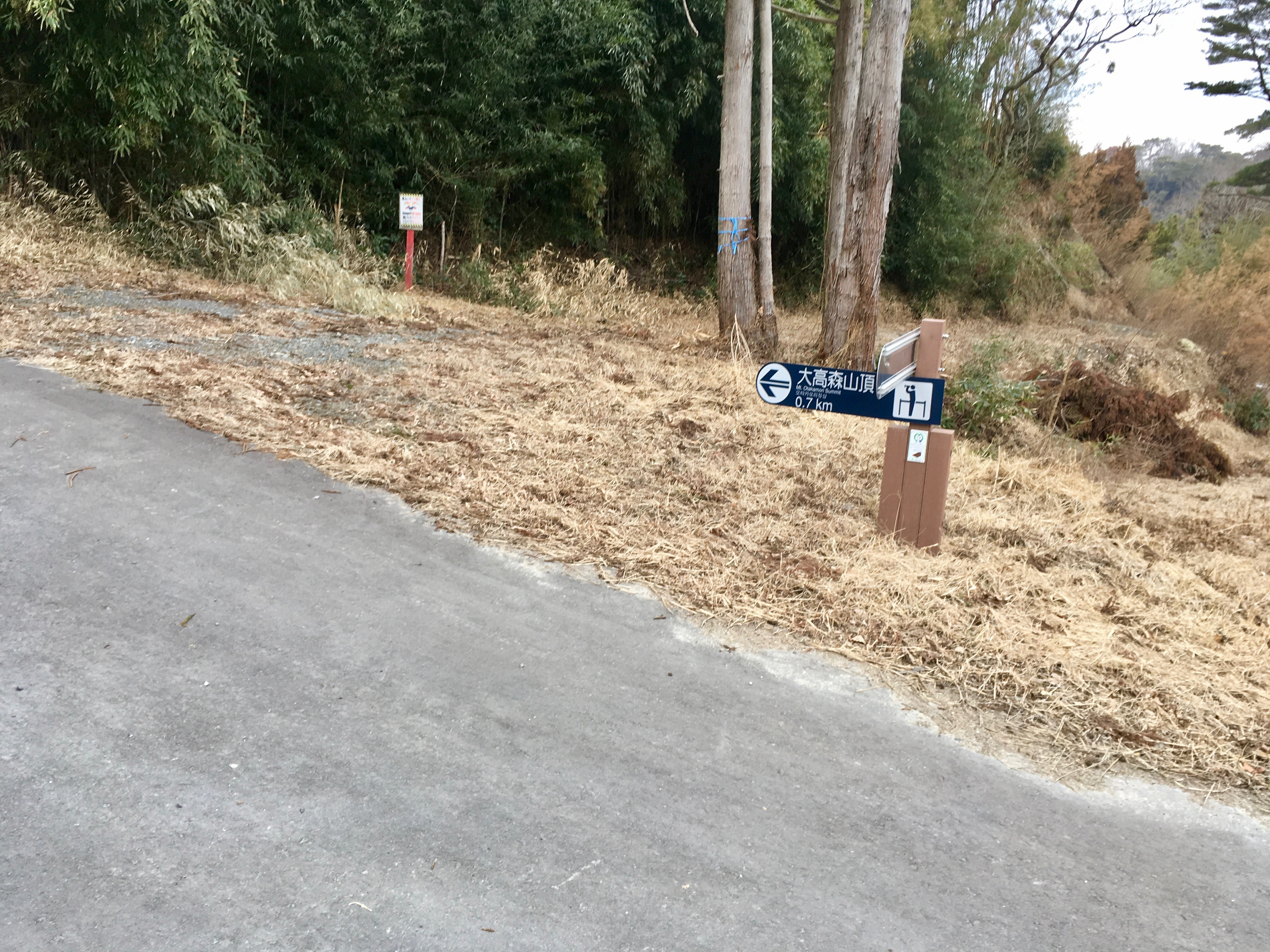
東登山口（2019年2月）
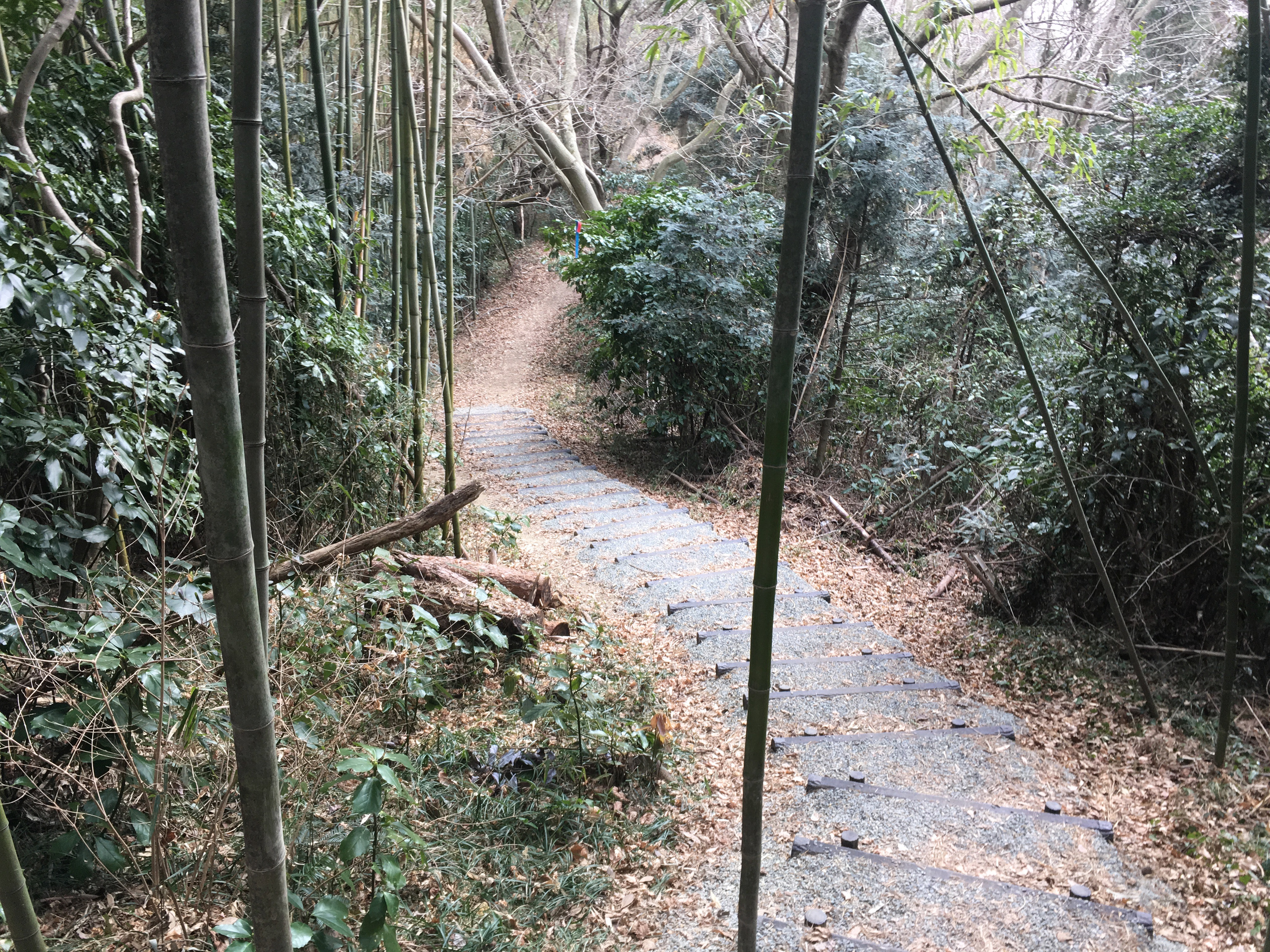
東側登山道（2019年2月）
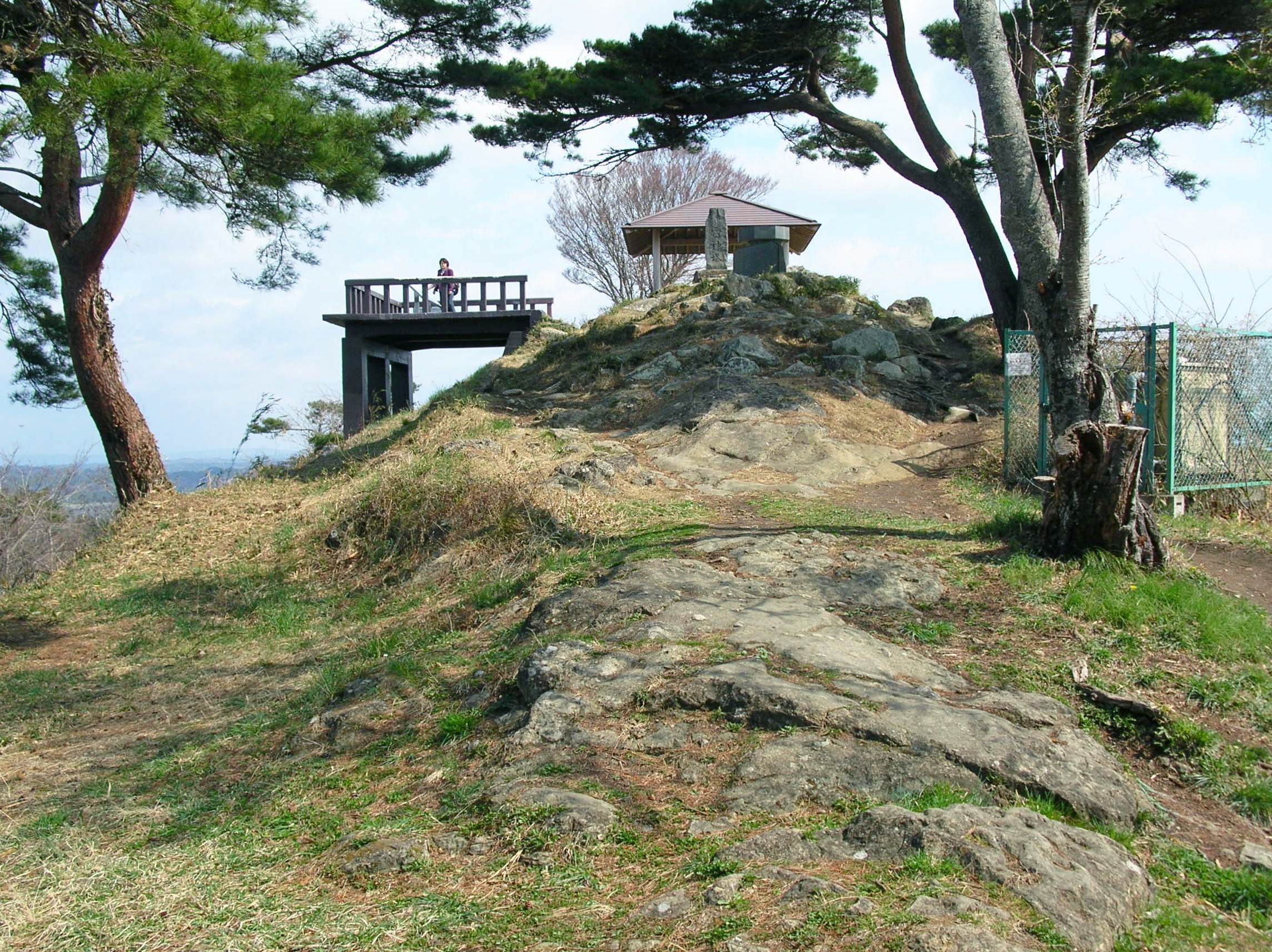
大高森山頂
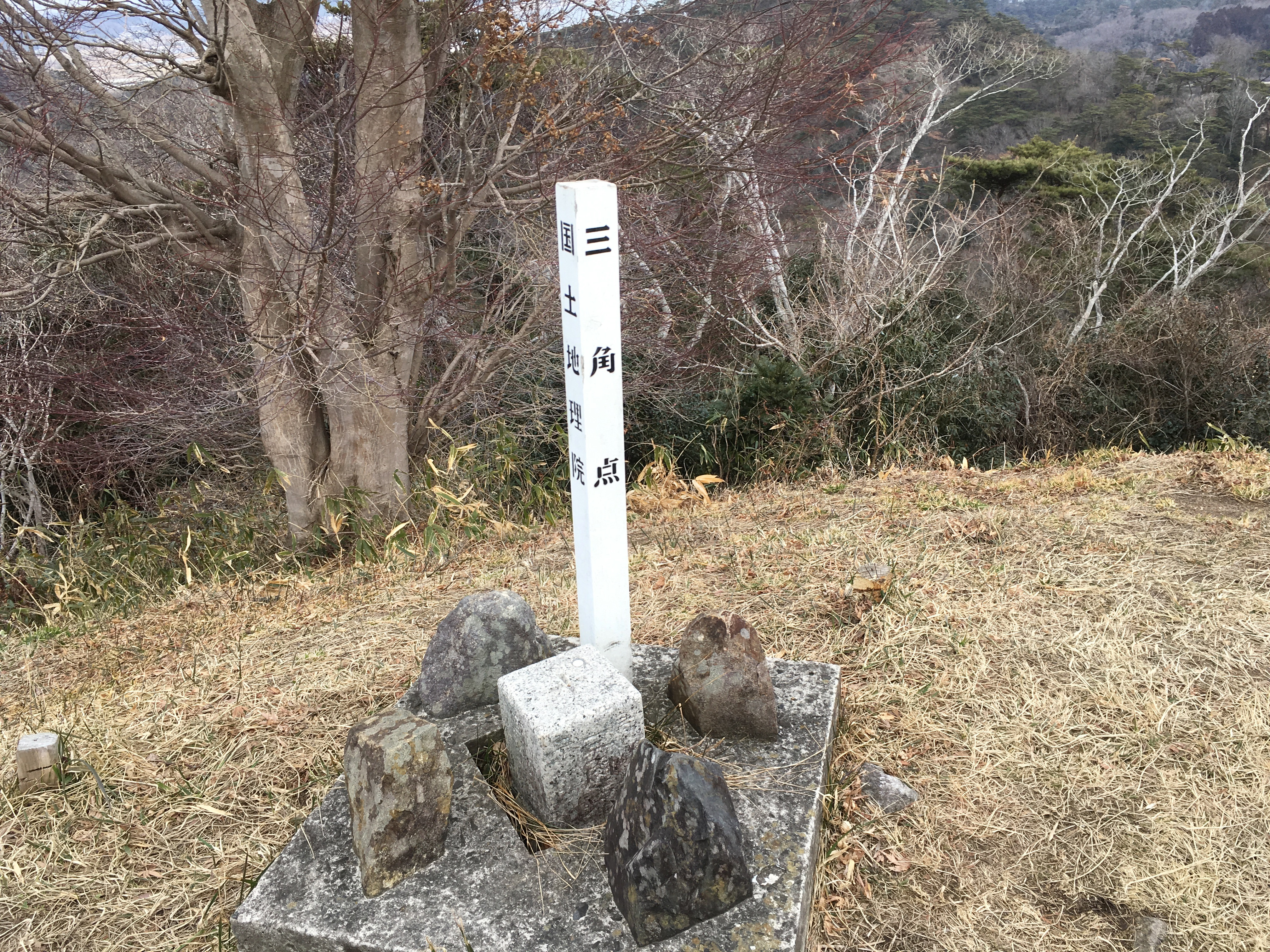
大高森二等三角点（2019年2月）

## アクセス
4月から10月までは、大高森観光桟橋（北緯38度20分33.9秒 東経141度8分59.2秒 / 北緯38.342750度 東経141.149778度）と五大堂近くの松島観光桟橋との間で団体客（30名以上）対象の臨時観光船が運航される。
- JR仙石線・野蒜駅から車で約4.5キロメートル（約10分）
- 三陸沿岸道路・鳴瀬奥松島インターチェンジ → 国道45号 → 宮城県道60号鹿島台鳴瀬線 → 宮城県道27号奥松島松島公園線（奥松島パークライン）
- 無料駐車場：奥松島パークライン沿いの各登山口前にある。
  - 表登山口前：普通車数台。
  - 西登山口前（奥松島縄文村歴史資料館駐車場）：普通車100台、バス数台